# The Bootleg Series Vol. 5: Bob Dylan Live 1975, The Rolling Thunder Revue
The Bootleg Series Vol. 5: Bob Dylan Live 1975, The Rolling Thunder Revue é um álbum gravado ao vivo pelo cantor Bob Dylan, lançado a 26 de Novembro de 2002.
O álbum de dois discos recebeu boas críticas por parte dos fãs e media, embora lamentem não documentar todo o concerto da torné.

## Faixas
Todas as faixas por Bob Dylan, exceto onde anotado

### Disco 1
1. "Tonight I'll Be Staying Here With You" – 3:55
2. "It Ain't Me Babe" – 5:25
3. "A Hard Rain's a-Gonna Fall" – 5:16
4. "The Lonesome Death of Hattie Carroll" – 5:25
5. "Romance in Durango" – 5:22
6. "Isis" (Dylan/Levy) – 5:11
7. "Mr. Tambourine Man" – 5:39
8. "Simple Twist of Fate" – 4:17
9. "Blowin' in the Wind" – 2:43 (Com Joan Baez)
10. "Mama, You Been on My Mind" – 3:11 (Com Joan Baez)
11. "I Shall Be Released" – 4:33 (Com Joan Baez)

### Disco 2
1. "It's All over Now, Baby Blue" – 4:34
2. "Love Minus Zero/No Limit" – 3:13
3. "Tangled Up in Blue" – 4:41
4. "The Water is Wide" (Tradicional) – 5:16 (Com Joan Baez)
5. "It Takes a Lot to Laugh, It Takes a Train to Cry" – 3:12
6. "Oh, Sister" (Dylan/Levy) – 4:04
7. "Hurricane" (Dylan/Levy) – 8:15
8. "One More Cup of Coffee (Valley Below)" – 4:14
9. "Sara" – 4:29
10. "Just like a Woman" – 4:31
11. "Knockin' on Heaven's Door" – 4:22 (Com Roger McGuinn)

## Créditos
- Bob Dylan - Guitarra elétrica, guitarra acústica, vocal
- Joan Baez - Guitarra acústica, vocal
- David Mansfield - Dobro, bandolim, violino
- Roger McGuinn - Guitarra elétrica, vocal
- Bob Neuwirth - Guitarra acústica, vocal
- Scarlet Rivera - Violino
- Luther Rix - Percussão, conga, bateria
- Mick Ronson - Guitarra elétrica
- T-Bone Burnett - Guitarra elétrica, Piano
- Steven Soles - Guitarra acústica, Vocal
- Rob Stoner - Baixo
- Howie Wyeth - Bateria, piano
- Ronee Blakley - Vocal